# ریچارد او کاوی
ریچارد او کاوی (به انگلیسی: Richard Oswalt Covey) فضانورد اهل ایالات متحده آمریکا است که در ۱ اوت ۱۹۴۶ میلادی در فیتویل، آرکانزاس زاده شد. وی در مأموریت اس‌تی‌اس-۵۱-I، اس‌تی‌اس-۲۶، اس‌تی‌اس-۳۸، اس‌تی‌اس-۶۱ حضور داشته است.